# Prawo budowlane

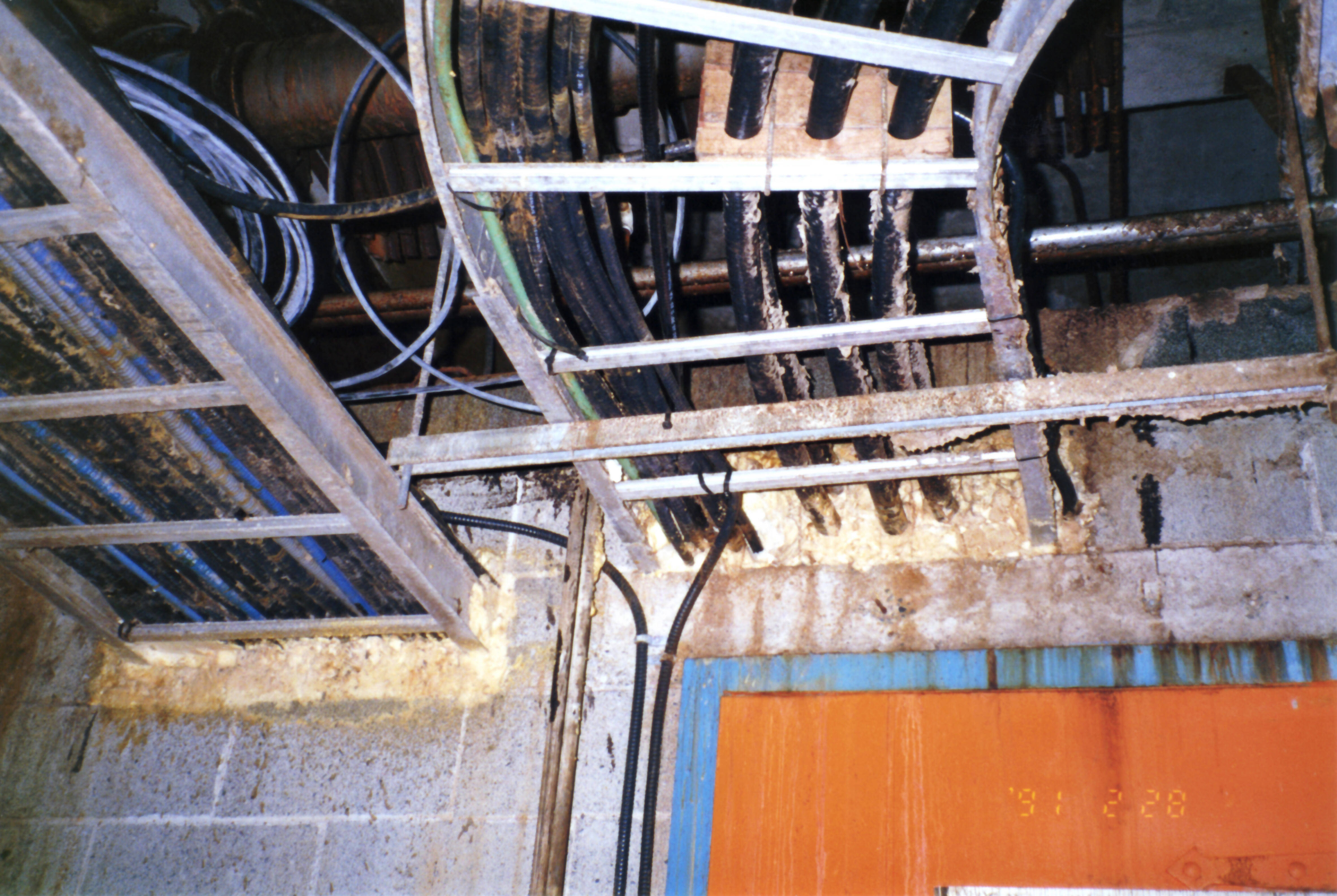
Naruszenie przepisów: Przez ognioodporną ścianę betonową poprowadzone są korytka kablowe i przewody elektryczne. Otwór powinien być ognioodporny, aby zachować odporność ogniową ściany. Zamiast tego jest wypełniony łatwopalną pianką poliuretanową.

Prawo budowlane – dział prawa administracyjnego, regulujący wszelkie kwestie związane ze wszystkimi etapami budowy obiektów, takich jak budynki i budowle. Budynki muszą być zgodne z prawem budowlanym w celu uzyskania pozwolenia na budowę, zwykle od lokalnej rady. Głównym celem tych przepisów jest ochrona zdrowia publicznego, bezpieczeństwa i ogólnego dobrostanu, gdyż dotyczą one budowy i użytkowania budynków i budowli. Prawo budowlane staje się prawem określonej jurysdykcji, gdy formalnie zostanie przyjęty przez odpowiedni organ rządowy lub prywatny.
Pierwotne prawa budowlane pojawiły się w czasach starożytnych. Najstarszy znany spisany zbiór przepisów budowlanych zawarty został w Kodeksie Hammurabiego z około 1772 przed naszą erą.
W Stanach Zjednoczonych główne obowiązujące zbiory prawne stanowią: International Building Code (IBC), prawo elektryczne i hydrauliczne oraz prawo mechaniczne. W Kanadzie państwowe kodeksy regulowane są przez National Research Council of Canada. 
Instytucjami sprawującymi w Polsce pieczę nad przestrzeganiem prawa budowlanego są organy administracji architektoniczno-budowlanej (starostowie, wojewodowie i Główny Inspektor Nadzoru Budowlanego), oraz organy nadzoru budowlanego (powiatowi i wojewódzcy inspektorzy nadzoru budowlanego i Główny Inspektor Nadzoru Budowlanego).

## Prawo budowlane na świecie
| Państwo           | Skrót       | Akt prawny                                                   |
| ----------------- | ----------- | ------------------------------------------------------------ |
| Unia Europejska   | EC          | Eurokody                                                     |
| Francja           | —           | Code de la construction et de l’habitation                   |
| Hiszpania         | CTE         | Código Técnico de la Edificación                             |
| Kanada            | NBCC        | National Building Code of Canada                             |
| Meksyk            | CEV         | Código de Edificación de Vivienda                            |
| Polska            | —           | Prawo budowlane                                              |
| Rosja             | СНиП (SNiP) | Строительные Нормы и Правила (Stroitielnyje Normy i Prawiła) |
| Stany Zjednoczone | IBC         | International Building Code                                  |
| Anglia            | —           | Building Act 1984 (rozwinięte w 2004 i 2006)                 |
| Walia             | —           | Building Act 1984 (rozwinięte w 2004 i 2006)                 |
| Szkocja           | —           | Building Act 2003                                            |